# مت ترینر
مت ترینر (انگلیسی: Matt Traynor؛ زادهٔ ۲۴ ژوئن ۱۹۸۷) موسیقی‌دان است. وی از سال ۲۰۰۲ میلادی تاکنون مشغول فعالیت بوده است.